# Ortometrisk höjd
Ortometrisk höjd, H, (eng. orthometric height) är höjden från geoiden till markytan längs lodlinjen. Med uttrycket "avvägd höjd" menas den ortometriska höjden.